# Nacer Bouhanni
Nacer Bouhanni (ur. 25 lipca 1990 w  Épinal) – francuski kolarz szosowy, zawodnik grupy  Team Arkéa–Samsic.

## Najważniejsze osiągnięcia
2010
- 1. miejsce na 2. etapie Tour de Gironde

2011
- 1. miejsce na 3. etapie La Tropicale Amissa Bongo

2012
- 1. miejsce na 1. etapie Étoile de Bessèges
- 2. miejsce w Flèche d'Emeraude
- 1. miejsce na 1. etapie Circuit de Lorraine
- 1. miejsce w mistrzostwach Francji (start wspólny)
- 1. miejsce w Halle–Ingooigem
- 1. miejsce na 1. etapie Tour de Wallonie

2013
- 1. miejsce w Grand Prix de Fourmies
- 1. miejsce w Tour de Vendée
- 1. miejsce na 6. etapie Tour of Oman
- 1. miejsce na 1. etapie Paryż-Nicea
- 1. miejsce na 1., 2. i 3. etapie Tour du Poitou-Charentes
- 1. miejsce w Val d'Ille Classic
- 3. miejsce w Brussels Cycling Classic
- 3. miejsce w Grand Prix de Denain
- 3. miejsce w Halle–Ingooigem
- 1. miejsce na 2. i 3. etapie Tour of Beijing
  -  1. miejsce w klasyfikacji punktowej

2014
- 1. miejsce na 1. etapie Paryż-Nicea
- 1. miejsce w Grand Prix de Denain
- 1. miejsce na 4., 7. i 10. etapie Giro d’Italia
  -  1. miejsce w klasyfikacji punktowej
- 2. miejsce w mistrzostwach Francji (start wspólny)
- 1. miejsce na 4. etapie Eneco Tour
- 1. miejsce na 2. i 8. etapie Vuelta a España

2015
- 1. miejsce na 1. i 5. etapie Circuit de la Sarthe
- 1. miejsce w Grand Prix de Denain
- 1. miejsce na 2. i 4. etapie Critérium du Dauphiné
  -  1. miejsce w klasyfikacji punktowej
- 1. miejsce w Halle–Ingooigem
- 3. miejsce w Grand Prix de Fourmies
- 1. miejsce w Grand Prix d’Isbergues
- 2. miejsce w Paryż-Bourges

2016
- 3. miejsce w Kuurne-Bruksela-Kuurne
- 1. miejsce na 4. etapie Paryż-Nicea
- 1. miejsce na 1. i 2. etapie Volta Ciclista a Catalunya
- 1. miejsce na 1. etapie Critérium du Dauphiné

2017
- 1. miejsce w Nokere Koerse
- 1. miejsce na 4. etapie Volta a Catalunya
- 3. miejsce w Scheldeprijs
- 1. miejsce na 2. etapie Tour du Poitou-Charentes

2018
- 1. miejsce na 3. etapie Quatre Jours de Dunkerque
- 1. miejsce w Grote Prijs Marcel Kint
- 1. miejsce na 2. i 3. etapie Boucles de la Mayenne
- 1. miejsce na 1. etapie Route d’Occitanie
- 1. miejsce na 6. etapie Vuelta a España

2020
- 2. miejsce w Saudi Tour
  - 1. miejsce na 4. etapie
- 1. miejsce na 1. etapie Tour de La Provence
- 3. miejsce w Brussels Cycling Classic

2021
- 2. miejsce w La Roue Tourangelle
- 2. miejsce w Grote Prijs Jef Scherens

2022
- 2. miejsce w Clásica de Almería
- 2. miejsce w Mediolan-Turyn
- 3. miejsce w Classic Brugge-De Panne
- 1. miejsce w La Roue Tourangelle